# حمزة الجمل
حمزة الجمل لاعب كرة قدم مصري معتزل، كان يلعب في مركز قلب الدفاع ، وحاليًا المدير الفني لنادي إنبي المصري مع محمد حمص

## مسيرته الكروية

### بداياته
بدأ مثل الكثير من غيره يلعب الكرة الشراب في شوارع قريته ميت خاقان بالمنوفية ثم التحق بنادي غزل شبين بعد أن شاهده المدرب سمير الزناتي وأبدى إعجابه بقدراته البدنية والفنية وتوقع له مستقبلًا طيبًا وقام خميس دويدار بتصعيده للفريق الأول موسم 1988 وعمره 17 سنة.

### الإسماعيلي
التحق بصفوف الإسماعيلي بناء علي ترشيح محمد أبو ليلة مدرب حراس المرمى المخضرم الذي قدمه للراحل شحتة المدير الفني وعلي أبو جريشة المدرب العام موسم 1990–1991 وكان وقتها عمره 19 عامًا.

ساهم في إحراز درع الدوري الممتاز للإسماعيلي بعد غياب دام 23 عامًا برفقة جيل عظيم غالبيتهم حاليًا من المدربين الكبار داخل مصر وخارجها أمثال سعفان الصغير وسيد السويركي وسيد توفيق وأدهم السلحدار وأيمن رجب وأحمد رزق وعصام عبد العال وأحمد قناوي ومحمد فكري الصغير وبشير عبد الصمد وأحمد العجوز وياسر عزت وفوزي جمال وعاطف عبد العزيز ومحمد صلاح أبو جريشة.

وله ذكرياته عن بطولة كأس مصر التي أحرزها الإسماعيلي عام 1997 تحت قيادة علي أبو جريشة فاكهة الكرة المصرية جميلة للغاية عندما انتهت المباراة مع الأهلي بالفوز بهدف نظيف، وقتها تحولت رحلة العودة إلي الإسماعيلية لفرحة غامرة للجماهير الوفية حتى عودتهم للإسماعيلية في مشهد رائع تكرر من قبل عندما أحرزوا درع الدوري عام 1990.

### أزمته الشهيرة والتوقيع للأهلي
نظرًا لصغر سنه وعدم إلمامه لقواعد الاحتراف وقع للأهلي موسم 1992–1993 على استمارة للانضمام لصفوفه، ووقتها لا زال مقيدًا في سجلات الدراويش، وقامت الدنيا ولم تقعد واستدعاه صالح سليم رئيس النادي الأحمر وخيَّره بالبقاء في مؤسسته الرياضية أو العودة للإسماعيلي، وجاء اختياره بقناعة شديدة بالاستمرار في ارتداء الفانلة الصفراء.

### الرحيل عن الإسماعيلي
ولم يختتم حياته الكروية بالإسماعيلي ففضل الرحيل عن الإسماعيلي عندما تم إحلال وتجديد الفريق عام 2000 ، ولعب ضمن صفوف نادي منتخب السويس ، ثم انتقل للاحتراف في نادي طلائع الجيش ، وسرعان ما أعلن اعتزاله لكرة القدم بعد ثلاث سنوات للحفاظ على التاريخ الذي صنعه داخل قلعة الدراويش.

### مسيرته الدولية
هو لاعب دولي منذ بدايته وشارك مع المنتخب الأولمبي في أوليمبياد برشلونة 1992 ، وكذلك تواجد مع المنتخب الوطني الأول في بطولتين لأمم إفريقيا مع جيل رائع عامي 1994 و1996 أمثال أحمد شوبير وأشرف قاسم وهاني رمزي وفوزي جمال وحسام حسن وإبراهيم حسن وأيمن منصور ومحمد فكري الصغير وبشير عبد الصمد وإسماعيل يوسف.

## مسيرته التدريبية

### البدايات
اتجه للتدريب في قطاع الناشئين بالإسماعيلي عام 2003 ، وتدرج في تولي مسئولية الفرق بمدرسة الكرة حتي 15 سنة وقدم للنادي لاعبين أصبحوا نجومًا فيما بعد أمثال أحمد خيري وإبراهيم يحيى وأحمد مودي وعمرو السولية وأحمد حجازي. وعمل مساعدًا للكابتن محسن صالح الذي تولى القيادة الفنية لمنتخب ليبيا عام 2006 لمدة 6 أشهر، ثم رافقه في نفس المنصب مع منتخب اليمن عام 2007 ، وواصلا معًا للمشاركة في بطولة كأس الخليج.
وتولى تدريب الإسماعيلي مع الكابتن إسماعيل حفني عام 2009. ثم تولي منصب المدير الفني لفريق مياه البحيرة بالدوري الممتاز ب ومن بعده جمهورية شبين ونادي القناة. وانتقل لتدريب نادي المقاولون العرب في الدوري الممتاز وهناك وقع اختياره على الثلاثي محمد صلاح ومحمد النني وعلي فتحي لتصعيدهم من قطاع الناشئين للعب مع الفريق الأول.

### سموحة
تولي تدريب نادي سموحة في نوفمبر 2010 خلفًا للفرنسي باتريس نوفو المُقال بسبب سوء النتائج. وبالرغم من تحسن نتائج الفريق، إلا ان استمرار سموحة مهددًا بالهبوط للدرجة الثانية دفع مجلس الإدارة لإقالة الجمل وتعيين ميمي عبد الرازق مكانه في مايو 2011. اتجه بعدها الجمل للعمل في نادي تليفونات بني سويف واكتشف فيه أحمد الشيخ.

### نفط الوسط
قبل عرضًا بتدريب نادي نفط الوسط العراقي في بداية موسم 2015–2016 ، وساهم في تأهل الفريق لدوري النخبة هناك، ثم تصدره لمجموعته بكأس الاتحاد الآسيوي في وجود فرق قوية مثل الفيصلي الأردني والاستقلال الطاجيكستاني وطرابلس اللبناني، وقدم اعتذاره لإدارة النادي عن استكمال مهمته لوجود ظروف عائلية.
وقبل أن يتولي المدرب خالد القماش مهمة قيادة الإسماعيلي الفنية حدث اتصال بينه وبين إدارة النادي وقت أن كان موجودًا في العراق للعودة للإسماعيلية لتدريب الدراويش، واعتذر لارتباطه بالعمل مع نادي نفط الوسط العراقي وهذه حقيقة الأمر، ويدعم بقوة القماش الذي حقق نجاحات لا بأس بها.

### ظفار
وفي 2016 تعاقد نادي ظفار العماني معه لمدة لموسمين، وأصر على ضم محمد حمص معه في الجهاز الفني والذي أصبح مدربًا عامًا، ونال لقب أفضل مدرب في الجولة الثالثة لمسابقة الدوري العماني.